# Voando Alto
Voando Alto é o oitavo e último álbum de estúdio da banda brasileira Aviões do Forró, lançado em maio de 2017 pela gravadora brasileira Som Livre e com produção musical de DJ Ivis e Xand Avião.

## Antecedentes
Em dezembro de 2016, meses após lançar Aviões Fantasy, Solange Almeida anunciou que deixaria a banda Aviões do Forró amigavelmente e Xand Avião seguiria como vocalista. O anúncio, no entanto, acabou tomando maior proporção, com a também saída da maioria dos músicos, incluindo o baterista Pedro Riquelme, que resolveram seguir com Solange. O processo, mais tarde, se mostrou conflituoso, com Solange convidando para Xand também deixar o grupo e montar outra banda. Sobre o primeiro show sem Almeida e sobre o convite da cantora, Xand disse ao Extra:

Chorei muito, não acreditei no que estava vendo, porque várias pessoas achavam que o Aviões ia acabar depois que a Sol deixou a banda. Mas quando eu vi o público ali cantando junto, eu conformei que tudo valeu a pena. E foi por isso que eu não saí do Aviões. Ela me convidou para eu formar uma banda com ela, e eu acho que não estava no momento de acabar a Aviões. Fiquei magoado, na época, porque eu tinha certeza que eu conseguiria ficar no Aviões sozinho, tinha certeza da minha capacidade, mas isso já passou. Sinto falta dela pela nossa amizade, pois passamos 14 anos juntos.
DJ Ivis, que tinha assumido a produção musical da banda menos de um ano antes, viu na cisão uma oportunidade de fazer algo diferente no Aviões do Forró, já que antes não teria conseguido promover as mudanças no nível que desejava. Em 2021, ele disse: "Ficaram poucos e eu fui um dos que ficaram. E a partir disso, eu fui o cara que teve nas mãos a oportunidade de fazer tudo o que eu queria fazer há muito tempo. E eu fui colocando em prática. A gente montou uma equipe nova".
Em entrevista ao podcast Podpah ocorrida em janeiro de 2022, Xand Avião afirmou que recusou qualquer possibilidade de trazer uma vocalista para substituir Solange Almeida, e que só dividiria espaço na banda com ela.

## Gravação
Ao invés de dar continuidade ao repertório apresentado em Aviões Fantasy, a banda decidiu mudar o processo criativo e inaugurar repertório novo. Em Voando Alto, Xand Avião trabalhou ao lado de DJ Ivis na produção musical e arranjos. Assim como nos trabalhos anteriores, que trouxeram menor participação do cantor e da ex-integrante Solange Almeida nas composições, o álbum trouxe apenas uma canção assinada por Avião, "Inquilina". Diferentemente do sertanejo Pool Party do Aviões, o projeto focou novamente no forró eletrônico, trazendo algumas faixas influenciadas por gêneros latinos como a bachata em "Faz as Pazes Comigo" e o reggaeton "Loucaça". Sobre o repertório, em entrevista ao Extra, Xand disse:

Este foi o CD em que eu mais me meti, fui para dentro do estúdio junto com o produtor. Não quero mudar a cara do forró, só desejo que acompanhe a atualidade. A música latina está muito em alta. "Loka", de Simone & Simaria, que é um reggaeton, é uma das mais tocadas no Brasil, e Maluma está estourado. Quis fazer isso para seguir a onda. Até porque só uma música não vai mudar a cara do Aviões.
A banda tinha o interesse de ter Anitta como participação em "Loucaça" após a intérprete se apresentar ao lado dele no Carnaval de Salvador. No entanto, a parceria acabou não ocorrendo. Como prévia do álbum, a banda lançou em março de 2017 um EP de quatro faixas, chamado No Comando 2017, tendo "De Mãos Atadas" como carro-chefe. A música, mais tarde, ganhou uma versão em videoclipe.

## Projeto gráfico
Durante o processo criativo do álbum, Xand Avião também buscou atualizar sua imagem, emagrecendo cerca de 20kg e fazendo tratamento capilar. O projeto gráfico, então, que reuniu fotos do cantor em ensaio fotográfico produzido por Gustavo Arrais.

## Lançamento
Voando Alto foi lançado em maio de 2017 pela gravadora brasileira Som Livre em CD e em formato digital. A pré-venda do álbum derrubou o site da Som Livre.
Logo em seguida, a banda partiu para a gravação de um álbum ao vivo com o repertório novo, que acabou se tornando Xperience na Praia. A partir de 2019, Xand Avião seguiu como um artista solo, o que fez mais tarde Voando Alto ser creditado como álbum solo de Xand Avião.

## Faixas
A seguir lista-se as faixas, compositores e durações de cada canção de Voando Alto:
| N.º            | Título                     | Compositor(es)                                                            | Duração |  |
| 1.             | "De Mãos Atadas"           | Ceu Maia Zélia Santti                                                     | 3:27    |  |
| 2.             | "Faz as Pazes Comigo"      | Diego Lacer Elcio di Carvalho Juliano Tchula Junior Pepato Nataniel Silva | 3:51    |  |
| 3.             | "Uber"                     | DJ Ivis Romim Mahta                                                       | 2:47    |  |
| 4.             | "A Lista"                  | Menu Robson Lima                                                          | 2:44    |  |
| 5.             | "Loucaça"                  | MC Menor                                                                  | 3:12    |  |
| 6.             | "Inquilina"                | Guedes Neto João Ribeiro DJ Ivis Xand Avião                               | 4:04    |  |
| 7.             | "Na Falta de Você"         | Hiago Nobre Junior Gomes Renno Lima                                       | 3:26    |  |
| 8.             | "Feito Furacão"            | Maia Santti                                                               | 3:31    |  |
| 9.             | "Dez a Zero"               | Samuel Alves Thiago Alves                                                 | 3:04    |  |
| 10.            | "CD Arranhado"             | Caio Sanfoneiro Felipe Amorim Kaleb Junior Lucas Macenna Ricardus Junior  | 2:59    |  |
| 11.            | "Deixa Rolar"              | Dadá Moreira                                                              | 3:17    |  |
| 12.            | "Liguei o Rádio"           | Sanfoneiro Amorim Junior Macenna                                          | 3:04    |  |
| 13.            | "Mexe Mexe"                | DJ Gil Bala                                                               | 2:50    |  |
| 14.            | "Solteiro não Leva Chifre" | Lima Danadão                                                              | 3:44    |  |
| Duração total: | Duração total:             | Duração total:                                                            | 45:06   |  |